# Serge Gut
Pour les articles homonymes, voir Gut.
Serge Gut, né le 25 juin 1927 à Bâle et mort le 31 mars 2014 à Suresnes, est un musicologue français d'origine suisse.

## Biographie
Élève de Simone Plé-Caussade, Tony Aubin et Olivier Messiaen au Conservatoire de Paris, de Solange Corbin et de Jacques Chailley à la Sorbonne, professeur émérite à Paris-Sorbonne et compositeur, membre actif de la SFAM et de la SFM, Serge Gut était un spécialiste de Franz Liszt, il était également un grand spécialiste de la musique germanique et française du XIXe et du début du XXe siècle, de la théorie du langage musical et de son évolution.
Serge Gut meurt à Suresnes le 31 mars 2014.

## Publications
Parmi celles-ci, figurent son Franz Liszt (Fallois, l'Âge d'homme, 1989, traduit en allemand et augmenté en 2009), son Franz Liszt : les éléments du langage musical (Klinsksieck, 1975, réédité dans une version revue et augmentée en 2008 aux Éditions Aug. Zurfluh), sa Correspondance Liszt-d'Agoult (Fayard, 1993), son Aspects du Lied romantique allemand (Actes-Sud, 1994) ou son recueil d'articles Musicologie au fil des siècles (PUPS, 1998), qui est l'hommage de l'Université Paris-Sorbonne à celui qui a dirigé l'UFR de musique et musicologie de 1983 à 1990.
- Tristan et Isolde, Fayard, Paris 2014,  (ISBN 978-2-213-68113-9) (paru le 28 mai 2014).
- Les principes fondamentaux de la musique occidentale, Beauchesne, Paris 2018,  (ISBN 978-2-7010-2238-3).